# Marvel’s Runaways/Episodenliste
Diese Episodenliste enthält alle Episoden der US-amerikanischen Actionserie Marvel’s Runaways, sortiert nach der US-amerikanischen Erstausstrahlung. Zwischen 2017 und 2019 entstanden in drei Staffeln insgesamt 33 Episoden mit einer Länge von jeweils 50 Minuten.

## Übersicht
| Staffel | Episodenanzahl | Erstveröffentlichung USA | Erstveröffentlichung USA | Deutschsprachige Erstausstrahlung | Deutschsprachige Erstausstrahlung |
| Staffel | Episodenanzahl | Staffelpremiere          | Staffelfinale            | Staffelpremiere                   | Staffelfinale                     |
| ------- | -------------- | ------------------------ | ------------------------ | --------------------------------- | --------------------------------- |
| 1       | 10             | 21. November 2017        | 9. Januar 2018           | 9. Mai 2018                       | 11. Juli 2018                     |
| 2       | 13             | 21. Dezember 2018        | 21. Dezember 2018        | 1. Mai 2019                       | 24. Juli 2019                     |
| 3       | 10             | 13. Dezember 2019        | 13. Dezember 2019        | 1. Oktober 2020                   | 29. Oktober 2020                  |

## Staffel 1
| Nr. (ges.) | Nr. (St.) | Deutscher Titel           | Originaltitel | Erstveröffentlichung USA | Deutschsprachige Erstausstrahlung (D) | Regie              | Drehbuch                             |
| --- | --------- | ------------------------- | ------------- | ------------------------ | ------------------------------------- | ------------------ | ------------------------------------ |
| 1 | 1         | Alte Freunde              | Reunion       | 21. Nov. 2017            | 9. Mai 2018                           | Brett Morgen       | Josh Schwartz & Stephanie Savage     |
| In Los Angeles wird eine junge Frau namens Destiny von Mitgliedern der „Kirche von Gibborim“ vor zwei aufdringlichen Männern bewahrt und bei sich aufgenommen. Sechs Monate später wird der Jugendliche Alex Wilder von seinen Eltern dazu überredet, seine ehemalige Freundesgruppe, bestehend aus Nico Minoru, Chase Stein, Karolina Dean, Gert Yorkes und deren Adoptivschwester Molly Hernandez, wieder zusammenzubringen. Diese ist nach dem Tod von Nicos Schwester Amy auseinandergebrochen, weshalb Alex’ Einladung bei den anderen keinen Zuspruch findet. Die Eltern der sechs sind allesamt wohlhabend und wollen sich am Abend bei den Wilders für ihre gemeinnützige „Pride“-Stiftung treffen. Da Karolinas Mutter die Kirche von Gibborim leitet, die bei Außenstehenden den Ruf einer Sekte besitzt, wird Karolina von ihren Mitschülern gehänselt. Als Molly in der Schule Krämpfe bekommt, entdeckt sie, dass sie übermenschliche Stärke besitzt. Am Abend geht Chase auf eine Party und sieht dort Karolina. Nachdem diese das Armband, das sämtliche Mitglieder der Kirche tragen, abnimmt, beginnen ihre Arme zu leuchten und sie wird bewusstlos. Dies wollen zwei Jungs ausnutzen, um Karolina in einem Zimmer zu vergewaltigen, doch Chase bemerkt dies und hält sie davon ab. Da Molly gerade allein zuhause ist, kümmert sie sich um die Fütterung der Tiere im Keller, wobei sie hinter einer verriegelten Stahltür ein Biotop mit einem Dinosaurier entdeckt. Indem Alex ein Gruppenbild von früher an die anderen fünf verschickt, kann er diese dazu bringen, doch zu ihm zu kommen. Auf der Suche nach Alkohol betritt Chase das Wohnzimmer im Gästehaus, verfolgt von Alex, der dort zufällig einen versteckten Schalter betätigt, welcher eine Geheimtür öffnet. Hinter dieser führt eine Treppe nach unten auf eine Empore, von der aus sie beobachten, wie ihre in roten Roben gekleideten Eltern ein Ritual durchführen, bei dem sie Destiny in eine Wanne zwingen, die sich danach verschließt. Molly schießt ein Foto, was die Aufmerksamkeit der Eltern auf sich zieht, woraufhin die Jugendlichen fliehen.                                        |           |                           |               |                          |                                       |                    |                                      |
| 2 | 2         | Böses Erwachen            | Rewind        | 21. Nov. 2017            | 16. Mai 2018                          | Roxann Dawson      | Josh Schwartz & Stephanie Savage     |
| Das Geschehen der ersten Episode wird noch einmal aus Sicht der Eltern erzählt: Während Ingenieur Victor, Vater von Chase, die von ihm konstruierte Wanne testet, die noch nicht wie gewünscht funktioniert, wird Karolinas Mutter Leslie darüber informiert, dass Destiny die Kirche verlassen hat. Leslies Mann Frank ist Schauspieler, dessen Karriere gerade ein Tief erlebt, und der einzige der Eltern, der nicht Teil von Pride ist. Nicos Mutter Tina besitzt ein mystisches Zepter, mit dem sie undurchdringbare Kraftfelder erschaffen kann. Alex’ Vater Geoffrey erfährt, dass der Ganganführer Darius Davis die Baustelle, auf der Geoffreys Immobilienfirma eine für Pride relevante öffentliche Schule baut, unter seine Kontrolle gestellt hat. Indem Geoffrey, der die Gang früher zusammen mit Darius angeführt hat, droht, dessen Großmutter etwas anzutun, vertreibt er ihn. Leslie fängt Destiny am Busbahnhof ab, wo sie sie von deren Entschluss abbringen kann, zu ihrer Tochter zurückzukehren, indem sie ihr verspricht, innerhalb der Kirche in den Rang eines „Ultra“ aufzusteigen. Am Abend kommt es zum Treffen, bei dem sich die Eltern im geheimen Untergeschoss versammeln und ihr Ritual durchführen. Obwohl Destiny im letzten Moment panisch wird und sich dagegen wehrt, zwingen die Eltern sie, eine Flüssigkeit zu trinken, und legen sie in die Wanne. Diese ist mit einer identischen Wanne in einem Raum der Kirche verbunden, in der ein alter Mann mit Atemmaske und verfallener Haut liegt. Die Eltern bemerken zwar das Blitzlicht des Fotos, sehen aber nicht die Jugendlichen, die sich bei der Rückkehr der Eltern nichts anmerken lassen. Wie Victor feststellt, ist Destiny nicht, wie vorhergesehen, aus der Wanne verschwunden, sondern darin noch am Leben. Frank erhofft sich ebenfalls einen Zugang zur Ultra-Ebene, wird an Leslies Büro aber von deren Assistenten abgewiesen. Da die Jugendlichen davon ausgehen, dass ihre Eltern Destiny umgebracht haben, beschließen sie, dem Ganzen nachzugehen und sich am nächsten Tag zu treffen. Geoffrey findet vor der Geheimtür schließlich Mollys Haarklammer.                    |           |                           |               |                          |                                       |                    |                                      |
| 3 | 3         | Destiny                   | Destiny       | 21. Nov. 2017            | 23. Mai 2018                          | Nina Lopez-Corrado | Kalinda Vazquez                      |
| Ein Rückblick zeigt, wie Molly vor zehn Jahren nach dem Tod ihrer Eltern, die ebenfalls Teil von Pride waren, von den Biologen Stacey und Dale Yorkes aufgenommen wird. Beim Treffen am Strand zeigt Karolina den anderen eine Nachricht von Destiny, die sie bei einem Kirchenausflug in London zeigt. Da die Jugendlichen die Echtheit der Nachricht anzweifeln, teilen sie sich auf, um die Räume ihrer Eltern zu durchsuchen. Nachdem sie Drohnachrichten gegen Chase erhalten hat, fragt Karolina ihn über den Abend auf der Party aus, worauf Chase zwar zugibt, sich mit zwei Jungs geprügelt zu haben, ihr aber nicht den wahren Grund nennt. Chase und Gert untersuchen gemeinsam das Labor von Victor, in dem sie neben einer Röntgenbrille auch die Wanne finden, die sich aber als leer entpuppt. Da Geoffrey aufgrund von Mollys Haarklammer Verdacht schöpft, sucht seine Frau Catherine, eine Anwältin, Molly in einem Café auf, um sie zu befragen. Nach einem erfolglosen Fluchtversuch gelingt es Molly mit einer Ausrede, Catherines Misstrauen zu zerstreuen. Im Büro ihrer Mutter öffnet Nico eine Schublade, in der sich ein Tagebuch von Amy befindet, was die Vitrine mit dem Zepter entsperrt. Als Nico das Zepter in die Hand nimmt und im Tagebuch eine aus Papier gebastelte Schneeflocke sieht, beginnt es im Raum zu schneien. Nico bittet Alex um Hilfe, der das Zepter berührt, woraufhin es aufhört zu schneien. Die beiden räumen hastig den Schnee weg, bevor Tina zurückkehrt, vor der sie anschließend vorgeben, sich aus romantischen Gründen getroffen zu haben. Zum Abschied küsst Alex Nico. Tinas Mann Robert und Victors Frau Janet, in deren Ehen es nicht gut läuft, haben heimlich eine Affäre miteinander. Chase und Gert untersuchen den Keller von Stacey und Dale, wobei sie die Stahltür öffnen. Dies lockt den Dinosaurier nach draußen, der nach Gerts beruhigenden Worten flieht. In den Nachrichten wird schließlich vom Fund von Destinys am Strand angespülter Leiche berichtet, wodurch Leslie erkennt, dass das Ritual nicht funktioniert hat und sie noch jemanden opfern müssen.                                            |           |                           |               |                          |                                       |                    |                                      |
| 4 | 4         | Fünfzehn                  | Fifteen       | 28. Nov. 2017            | 30. Mai 2018                          | Ramsey Nickell     | Tamara Becher-Wilkinson              |
| Nico erinnert sich an den Tod ihrer Schwester, der als Selbstmord durch eine Tablettenüberdosis angegeben wurde, woran sie mittlerweile zweifelt, da sie am nächsten Tag sah, wie Tina einem Detective einen Umschlag mit Geld überreichte. In einer Videokonferenz rät Chase den anderen, sich selbst zu schützen, woraufhin Alex in einer Schublade seines Vaters eine Pistole findet und diese an sich nimmt. Stacey und Dale wollen mit Pride nichts mehr zu tun haben und planen, auf die ihnen vererbte Ranch von Mollys Eltern nach Yucatán zu ziehen, sobald sie ihren Dinosaurier gefunden haben. Nico teilt Alex ihren Entschluss mit, alles, was sie über die Todesfälle von Amy und Destiny weiß, der Polizei zu erzählen. Zu einem kurzfristig einberufenen Treffen, zu dem die Yorkes nicht erscheinen, will Victor ein weiteres Opfer in seinem Van mitbringen, der sich bei Ankunft aber als leer erweist. Da sich der Zustand des alten Mannes verschlechtert, legt sich Leslie nackt zu ihm, was diesem Kraft gibt. Außerdem verspricht sie Frank, ihn in die Ultra-Ebene aufsteigen zu lassen. Karolina und Gert, die nicht glauben wollen, dass ihre Eltern Mörder sind, finden bei Karolina zuhause Leslies Laptop, von dem sie eine verschlüsselte Datei auf einen Datenträger überspielen. Danach taucht Chase auf, der Karolina erzählt, was an dem Abend auf der Party passiert ist. Karolina zeigt Chase daraufhin, wie ihr Körper zu leuchten beginnt, wenn sie ihr Armband ablegt. Alex folgt Nico zum Polizeirevier, um sie zu unterstützen, doch bevor sie Informationen an die Polizei weitergeben können, sehen sie Victor, Robert und den Detective, den Nico von damals wiedererkennt. Der Dinosaurier kehrt schließlich in das Haus der Yorkes zurück, wo Gert ihn besänftigen kann, bis Stacey und Dale erscheinen und ihn wieder einsperren. Zusammen mit Nico gelingt es Alex in einem Café, die Datei von Gerts Datenträger zu entschlüsseln, hinter der sich eine Liste von bisher geopferten Menschen verbirgt. Als Alex wegen eines Alarms nach draußen zu seinem Auto läuft, sieht Nico nur noch, wie er in einem anderen Auto entführt wird. |           |                           |               |                          |                                       |                    |                                      |
| 5 | 5         | Ein alter Deal            | Kingdom       | 5. Dez. 2017             | 6. Juni 2018                          | Jeffrey W. Byrd    | Rodney Barnes & Michael Vukadinovich |
| Vor 18 Jahren gelang es Geoffrey im Gefängnis, seinen Partner Darius zu überreden, die Schuld für einen Mord auf sich zu nehmen, sodass Geoffrey freikam und auf das Kaufangebot eines mysteriösen Mannes für eine ihm vererbte Immobilie eingehen konnte. In der Gegenwart wurde Alex von Darius entführt, dessen Auto Nico, Karolina, Gert und Molly mithilfe des Zepters, welches die Route anzeigt, verfolgen. Darius erklärt Alex, dass sein Vater kein guter Mensch ist, und ruft diesen an, um für Alex ein Lösegeld von einer Million Dollar zu fordern. Am Treffpunkt startet Geoffrey einen Überraschungsangriff, bei dem Alex Darius’ Komplizen Andre anschießt. Darius gelingt es zwar, Alex ins Auto zu zerren, doch wird er daraufhin von Alex’ Freunden eingeholt, die ihn mit ihren verschiedenen Kräften vertreiben; so verschießt u. a. Karolina Lichtstrahlen aus ihren Händen und der auftauchende Chase feuert Energiestöße aus seinen in der Zwischenzeit mit seinem Vater entwickelten Spezial-Handschuhen ab. Beim anschließenden Besprechen ihrer Kräfte offenbart Gert, dass sie mit dem Dinosaurier ihrer Eltern kommunizieren kann. Auf Alex’ Drängen beschließen die Jugendlichen, Andre vor der Opferung zu bewahren, doch im Geheimkeller finden sie nichts außer einer Handkamera. Wie sich zeigt, führen die Eltern das Ritual in der Kirche durch und diesmal erfolgreich. Alex wendet sich schließlich von seinem Vater ab und Karolina sagt sich von ihrer Kirche los. Tina ertappt Nico dabei, wie sie das Zepter zurückbringen will, doch Tina gestattet es ihr, es zu behalten. Victor zeigt Chase eine Zeitmaschine, an der er einst gearbeitet hat, die Bilder aus der Zukunft anzeigen soll. Nachdem diese zunächst nicht funktioniert, offenbart Victor, dass er einen Hirntumor hat, der ihn an Wutausbrüchen und Halluzinationen leiden lässt. Ohne dass die beiden es sehen, zeigt die Zeitmaschine danach ein zerstörtes Los Angeles in der Zukunft. Der alte Mann hat sich dank des Rituals zurückverwandelt und entpuppt sich als der Mann aus dem Gefängnis vor 18 Jahren, der mit Leslie ein romantisches Verhältnis hat.             |           |                           |               |                          |                                       |                    |                                      |
| 6 | 6         | Die Verwandlung           | Metamorphosis | 12. Dez. 2017            | 13. Juni 2018                         | Patrick Norris     | Kalinda Vazquez                      |
| Der mysteriöse Mann namens Jonah überließ den Wilders vor 15 Jahren das Anwesen und wies sie an, zusammen mit den anderen Eltern die Opferrituale durchzuführen. Am Abend findet im Hauptgebäude von Tinas und Roberts Technologie-Firma „Wizard“ eine Spendengala von Pride für die neue Schule statt, auf der Jonah seine Tochter sehen will. Da Alex herausgefunden hat, dass die Videos von der Kamera direkt auf die Wizard-Server hochgeladen werden, plant er, diese am Abend der Gala aufzusuchen. Tina erklärt Nico, dass das von Wizard entwickelte Zepter nur mit ihrer beiden DNA funktioniert und demnach von niemand anderem genutzt werden kann. Nach dem Eintreffen auf der Gala lenkt Gert die Wachen auf dem Weg zum Serverraum ab, sodass Alex und Nico in diesen gelangen. Wie Alex jedoch feststellt, sind die Server zu stark geschützt sind, weshalb Nico vorschlägt, es im Büro ihrer Mutter zu probieren. Karolina zieht sich mit Alkohol auf das Dach zurück, verfolgt von Chase, wobei sie am Rand des Dachs das Gleichgewicht verliert und herunterfällt. Wie sich allerdings herausstellt, kann sie durch ihre Kräfte auch fliegen und als sie auf das Dach zurückkehrt, küsst Chase sie. Bei einer Rede der Pride-Mitglieder gibt Victor die von ihm in der Zwischenzeit entdeckte Affäre zwischen Janet und Robert preis. Anschließend bricht er aufgrund seiner Erkrankung zusammen, woraufhin die Eltern ihn in einen anderen Raum bringen, in dem Jonah ihm ein experimentelles Heilmittel verabreicht. Da Alex das Passwort zu Tinas Büro weiß, kann er sich mit Nico Zutritt zu diesem verschaffen und kopiert von Tinas Computer eine verschlüsselte Datei. Jonah konfrontiert Frank mit dessen gescheitertem Übergang zur Ultra-Ebene, wobei sich zeigt, dass Dale bei Frank einst ein Vergessensserum, das er mit Stacey entwickelt hat und eigentlich zur Behandlung von Belastungsstörungen dient, angewendet hat. Nachdem Catherine Molly versprochen hatte, ihr Fragen über ihre Eltern zu beantworten, verrät sich Molly im Gespräch mit Catherine bezüglich ihres Wissens über das Pride-Ritual.                                            |           |                           |               |                          |                                       |                    |                                      |
| 7 | 7         | Nebenwirkungen            | Refraction    | 19. Dez. 2017            | 20. Juni 2018                         | Peter Hoar         | Quinton Peeples                      |
| In seinem Labor erhält Victor auf seiner Zeitmaschine eine Nachricht aus der Zukunft, in der ein älterer Chase ihn vor der Benutzung der Handschuhe, genannt „Fistigons“, warnt. Jonahs Heilmittel hat bei Victor eine Euphorie ausgelöst, durch die er sich nicht so streng und herzlos wie sonst gegenüber Chase verhält. In der Kirche heilt Frank vor Leslies Augen einen alten, erkrankten Mann mit speziellen Handschuhen, die er von Jonah erhalten hat, was Leslie nicht gutheißt. In der Schule gesteht Molly den anderen, dass sie sich gegenüber Catherine verraten hat, die allerdings noch annimmt, dass Molly die einzige war, die das Ritual gesehen hat. In einem Lagerraum der Kirche entdeckt Frank ein Foto, das Jonah zusammen mit Karolina vor ein paar Jahren zeigt. Am Nachmittag findet an der Schule ein Tag der offenen Tür für Eltern statt, bei dem Geoffrey und Catherine Stacey und Dale über Molly informieren und sie bitten, diese zu einer Verwandten in eine andere Stadt zu schicken. Nach dem euphorischen Hoch des Heilmittels erlebt Victor nun ein Tief, das ihn überaus aggressiv werden lässt. Frank konfrontiert Leslie mit dem Foto, woraufhin diese ihm offenbart, dass es sich bei Jonah um „das Wesen“ aus den Religionstexten ihres Vaters, des Gründers der Kirche, handelt und sie mit diesem eine Beziehung hat. Im Gespräch mit Janet muss Robert schmerzlich feststellen, dass diese im Gegensatz zu ihm keine gemeinsame Zukunft plant und wieder zu Victor zurückkehren will. Beim Warten auf die Entschlüsselung von Tinas Datei wird Alex zum wiederholten Male von Nico gefragt, woher er das Passwort zu Tinas Büro wusste, was dieser nicht beantworten will. Beim Packen von Mollys Sachen stoßen Stacey und Dale auf Widerstand von Molly, doch Gert überzeugt sie davon, dass es besser für den Rest der Gruppe wäre, wenn sie gehen würde. Als Victor Chase in seinem Labor findet, bekommt er einen Wutanfall, in dessen Verlauf er Chase mit dem Energiestoß eines Fistigons zu Boden wirft. Bevor er ein weiteres Mal auf Chase schießen kann, wird er von der herbeieilenden Janet angeschossen.                     |           |                           |               |                          |                                       |                    |                                      |
| 8 | 8         | Tsunami                   | Tsunami       | 26. Dez. 2017            | 27. Juni 2018                         | Millicent Shelton  | Rodney Barnes & Michael Vukadinovich |
| Nachdem Nico von Alex verlangt, keine Geheimnisse mehr vor ihr zu haben, offenbart dieser ihr, dass Amy sich kurz vor ihrem Tod in die Wizard-Server gehackt hatte, was von Tina bemerkt wurde. Janet ruft die Minorus und die Wilders herbei und führt Chase aus dem Labor weg. Stacey und Dale bringen Molly zu ihrer Cousine zweiten Grades, Graciela, und kommen danach ebenfalls ins Labor, wo sie notdürftig die Blutung des mittlerweile im Koma liegenden Victors stoppen. Die Eltern haben bewusst Leslie nicht informiert, die jedoch ein Telefonat zwischen Karolina und Chase belauscht, bei dem Chase den Vorfall erwähnt. Leslie bringt daraufhin Frank mit ins Labor, damit er Victor mit seinen Licht-Handschuhen heilt, was allerdings fehlschlägt, wodurch Victor stirbt. Karolina ruft Gert an und zusammen mit dem Dinosaurier begeben sie sich zu den Steins, um Chase Gesellschaft zu leisten. Die Eltern schicken Frank wieder weg und Tina ruft Jonah herbei, der eine Wanne mitbringt, mit der er Victor wiederbeleben will. Als er Janet als Opfer auswählt, wehrt diese sich dagegen und Robert erklärt sich bereit, sich zu opfern. Dies möchte wiederum Tina verhindern, woraufhin sie mit der Kraft des Zepters die Wanne zerstört. Nico hat derweil in Amys Zimmer deren Rucksack mitsamt Handy unter dem Bett gefunden, muss dieses aber zunächst aufladen. Jonah verschließt die andere Wanne mit Victor, damit diese seinen Körper vorübergehend vor dem Verfall bewahrt. Molly hat von Graciela einen von ihren Eltern hinterlassenen Umschlag bekommen, der einen Schlüssel zu einem Schließfach an einer Bahnstation enthält, in dem sie eine VHS-Kassette findet. Die Datei von Tinas Computer ist schließlich entschlüsselt und zeigt alle Aufnahmen der vergangenen Opferrituale. Alex ruft den Rest der Gruppe herbei, von denen Chase jedoch aus Sorge um seinen Vater eine mögliche Verhaftung der Eltern verhindern will und deshalb Alex’ Laptop zerstört. Ein Rückblick zeigt, wie Amy hektisch ihre Sachen zusammenpackt, um aus dem Haus zu verschwinden, allerdings von einem Mann aufgehalten wird.                                    |           |                           |               |                          |                                       |                    |                                      |
| 9 | 9         | Der letzte Tag auf Erden? | Doomsday      | 2. Jan. 2018             | 4. Juli 2018                          | Jeremy Webb        | Jiehae Park & Kendall Rogers         |
| Vor zehn Jahren haben Mollys Eltern, die Geologen Gene und Alice, entdeckt, dass unter dem Grundstück, auf dem Jonah die Schule bauen wollte, ein unbekanntes Gestein lagert. Danach wurden sie in ihrem Labor von Leslie mit einer Granate getötet, was diese Tina mitgeteilt hat. Molly überlebte und erhielt durch eine der Gesteinsproben ihre Superkräfte. In der Gegenwart vertraut Karolina Frank all das an, was sie und ihre Freunde über Pride herausgefunden haben. Um nach der Zerstörung der Beweise durch Chase nicht wieder getrennte Wege zu gehen, beschließen die Jugendlichen, am Abend auf einen Schulball zu gehen. Bei einem Besuch der Baustelle zeigt Jonah den Eltern den Bohrer, der angeblich eine im Boden liegende Quelle erneuerbarer Energien zugänglich machen soll. Molly kehrt an die Schule zurück, wo sie mit den anderen fünf die Kassette auf einem Abspielgerät der Schule anschaut. In dem Video warnen Gene und Alice Molly vor den Bohrungen, die Pride durchführen möchte, da diese schwere Erdbeben auslösen könnten. Nico sieht schließlich auf Amys Handy die letzte Nachricht, die sie erhalten hat, nämlich die Warnung einer unbekannten Nummer, dass „er“ es herausgefunden hat. Am Abend geht die Gruppe auf den Ball, wo Chase und Gert Sex haben und Karolina Nico mit einem Kuss ihre Gefühle für sie offenbart. Nachdem er von Frank informiert wurde, lädt Jonah die Pride-Mitglieder zu einem Treffen in der Kirche, wo er sie darüber aufklärt, dass ihre Kinder ihnen bereits seit der Opferung Destinys nachspionieren. Die Jugendlichen begeben sich daraufhin zur Baustelle, wo sie von einer Gibborim-Wache gestoppt werden. Nach einem Anruf bei Frank gewährt diese ihnen den Zutritt, wobei sich herausstellt, dass Jonah Frank die zukünftige Leitung der Kirche versprochen hat. Um die Bohrungen zu stoppen, beschließt die Gruppe, Molly einen Lastwagen in das bereits gebohrte Loch schieben zu lassen, was dieser unter großer Anstrengung gelingt. Als anschließend die Eltern auftauchen, um ihre Kinder aufzuhalten, machen diese sich bereit für einen Kampf.                                               |           |                           |               |                          |                                       |                    |                                      |
| 10 | 10        | Verfeindet                | Hostile       | 9. Jan. 2018             | 11. Juli 2018                         | Marc Jobst         | Quinton Peeples                      |
| Nachdem Tina mit ihrem Zepter Chase’ Fistigons und Karolinas Lichtstrahlen abwehrt, erscheint Jonah, der die Jugendlichen mit seinen Lichtstrahlen zu Boden wirft. Da Karolina ahnt, dass es Jonah um sie geht, schickt sie die anderen weg, woraufhin die beiden ihre Lichtstrahlen aufeinander feuern. Die Gruppe ergreift die Flucht und zieht sich am nächsten Tag in die Hollywood Hills zurück, wo sie beschließen, Karolina zu retten. Jonah, Leslie und Frank haben diese in die Kirche gebracht, wo sie sich mit der Atemmaske Jonahs erholt. Die Freunde suchen den Gibborim-Mitarbeiter Vaughn auf und erklären ihm, dass Karolina in der Kirche festgehalten wird, worauf dieser ungläubig reagiert. Karolina wacht in der Gegenwart von Jonah auf, der ihr offenbart, dass er ihr Vater ist. Um zu Karolina zu gelangen, lassen Chase und Molly sich von einem Gibborim-Van aufsammeln, der sie zur Kirche bringt. Dort werden sie von Vaughn angesprochen, der seine Ansicht geändert hat und die beiden in den privaten Bereich führt. Nachdem Molly mit ihrer Kraft eine gesicherte Tür aufreißt, finden sie dahinter Karolina, mit der sie vor dem Sicherheitsdienst nach draußen fliehen, wo Alex, Nico und Gert mit einem gestohlenen Gibborim-Van warten. Stacey und Dale haben derweil mithilfe seismischer Geräte das Loch in der Baustelle untersucht und festgestellt, dass sich dort tief unter der Erde etwas Lebendiges befindet. Während Geoffrey und Catherine Alex suchen, ruft Leslie die restlichen Eltern herbei und einigt sich mit ihnen darauf, gemeinsam Jonah aufzuhalten. Dabei offenbart sie, dass Jonah es war, der Amy getötet hat, und sie damals versucht hat, Amy mit einer Handynachricht zu warnen. Alex trifft sich mit Darius und kann ihn überreden, ihm Geld und eine Pistole zu überlassen, im Gegenzug dafür, dass Alex ihm die Wahrheit über die Baustelle erzählt. Als die Jugendlichen eine Busstation aufsuchen, um in eine andere Stadt zu fahren, erfahren sie über eine Nachrichtensendung, dass sie wegen des vermeintlichen Mordes an Destiny gesucht werden, und treten mit Gerts Dinosaurier die Flucht zu Fuß an.       |           |                           |               |                          |                                       |                    |                                      |

## Staffel 2
| Nr. (ges.) | Nr. (St.) | Deutscher Titel      | Originaltitel    | Erstveröffentlichung USA | Deutschsprachige Erstausstrahlung (D) | Regie               | Drehbuch                         |
| ---------- | --------- | -------------------- | ---------------- | ------------------------ | ------------------------------------- | ------------------- | -------------------------------- |
| 11         | 1         | Untergetaucht        | Gimmie Shelter   | 21. Dez. 2018            | 1. Mai 2019                           | Allison Liddi-Brown | Josh Schwartz & Stephanie Savage |
| 12         | 2         | Radio an             | Radio On         | 21. Dez. 2018            | 8. Mai 2019                           | Chris Fisher        | Warren Hsu Leonard               |
| 13         | 3         | Spielzüge            | Double Zeros     | 21. Dez. 2018            | 15. Mai 2019                          | Larry Teng          | Kirk A. Moore                    |
| 14         | 4         | Topher               | Old School       | 21. Dez. 2018            | 22. Mai 2019                          | Patrick Norris      | Tracy McMillan                   |
| 15         | 5         | Steiniger Weg        | Rock Bottom      | 21. Dez. 2018            | 29. Mai 2019                          | Scott Peters        | Jake Fogelnest                   |
| 16         | 6         | Das nächste Opfer    | Bury Another     | 21. Dez. 2018            | 5. Juni 2019                          | Ami Canaan Mann     | Ashley Wigfield                  |
| 17         | 7         | Die Himmelfahrt      | Last Rites       | 21. Dez. 2018            | 12. Juni 2019                         | James Madigan       | Quinton Peeples                  |
| 18         | 8         | Vorleben             | Past Life        | 21. Dez. 2018            | 19. Juni 2019                         | Anna Mastro         | Kendall Rogers                   |
| 19         | 9         | Verrat               | Big Shot         | 21. Dez. 2018            | 26. Juni 2019                         | Wendey Stanzler     | Kirk A. Moore                    |
| 20         | 10        | Feindliche Übernahme | Hostile Takeover | 21. Dez. 2018            | 3. Juli 2019                          | Jeffrey W. Byrd     | Ashley Wigfield                  |
| 21         | 11        | Der letzte Walzer    | Last Waltz       | 21. Dez. 2018            | 10. Juli 2019                         | Ramsey Nickell      | Tracy McMillan                   |
| 22         | 12        | Die Zukunft          | Earth Angel      | 21. Dez. 2018            | 17. Juli 2019                         | Stephen Surjik      | Warren Hsu Leonard               |
| 23         | 13        | Getrennt             | Split Up         | 21. Dez. 2018            | 24. Juli 2019                         | Jeffrey Webb        | Quinton Peeples                  |

## Staffel 3
| Nr. (ges.) | Nr. (St.) | Deutscher Titel          | Originaltitel           | Erstveröffentlichung USA | Deutschsprachige Erstausstrahlung (D) | Regie               | Drehbuch                          |
| ---------- | --------- | ------------------------ | ----------------------- | ------------------------ | ------------------------------------- | ------------------- | --------------------------------- |
| 24         | 1         | Smoke and Mirrors        | Smoke and Mirrors       | 13. Dez. 2019            | 1. Okt. 2020                          | Larry Teng          | Tracy McMillan                    |
| 25         | 2         | Die Flucht               | The Great Escape        | 13. Dez. 2019            | 1. Okt. 2020                          | Philip John         | Warren Hsu Leonard                |
| 26         | 3         | Der Herr der Lügen       | Lord of Lies            | 13. Dez. 2019            | 8. Okt. 2020                          | Allison Liddi-Brown | Kirk A. Moore                     |
| 27         | 4         | Die Geburt               | Rite of Thunder         | 13. Dez. 2019            | 8. Okt. 2020                          | Jeremy Webb         | Russ Cochrane                     |
| 28         | 5         | Im Land der Träume       | Enter the Dreamland     | 13. Dez. 2019            | 15. Okt. 2020                         | Rob Hardy           | Quinton Peeples                   |
| 29         | 6         | Willkommen Daheim        | Merry Meet Again        | 13. Dez. 2019            | 15. Okt. 2020                         | Vanessa Parise      | Ashley Wigfield                   |
| 30         | 7         | Der Pfad zur linken Hand | Left-Hand Path          | 13. Dez. 2019            | 22. Okt. 2020                         | Katie Eastridge     | Tracy McMillan & Kendall Rogers   |
| 31         | 8         | Des Teufels Folterkammer | Devil’s Torture Chamber | 13. Dez. 2019            | 22. Okt. 2020                         | Jeff Woolnough      | Warren Hsu Leonard & Stu Selonick |
| 32         | 9         | Der zerbrochene Kreis    | The Broken Circle       | 13. Dez. 2019            | 29. Okt. 2020                         | Geeta V. Patel      | Russ Cochrane & Kirk A. Moore     |
| 33         | 10        | Dem Tod entgangen        | Cheat the Gallows       | 13. Dez. 2019            | 29. Okt. 2020                         | Ramsey Nickell      | Quinton Peeples                   |